# Eochaid Uaircheas
Eochaid Uaircheas, figlio di Lugaid Iardonn (... – ...), è stato, secondo la leggenda e la tradizione storica irlandese medievale, re supremo d'Irlanda.
Dopo che Lugaid fu detronizzato da Sirlám, Eochaid andò in esilio oltremare, tornando poi dodici anni dopo e uccidendo Sírlám con un arco. Prese quindi il potere. Il suo epiteto deriverebbe dall'esilio, oppure dalla flotta di canoe con cui saccheggiò i paesi vicini. Dopo dodici anni di regno fu ucciso da Eochu Fíadmuine e Conaing Bececlach. Il Lebor Gabála Érenn sincronizza il suo regno con quello di Artaserse I (465-424 a.C.) di Persia. Goffredo Keating data il suo regno dal 633 al 621 a.C., gli Annali dei Quattro Maestri dall'856 all'844 a.C.